# 広島県道322号北船木線
広島県道322号北船木線（ひろしまけんどう322ごう きたふなきせん）は、広島県安芸高田市を通る一般県道である。

## 概要
安芸高田市美土里町北と安芸高田市高宮町船木を結ぶ。

### 路線データ
- 起点：安芸高田市美土里町北（国道433号・国道434号上、広島県道・島根県道6号吉田邑南線交点）
- 終点：安芸高田市高宮町船木（広島県道・島根県道112号三次江津線交点）

## 路線状況

### 重複区間
- 国道433号・国道434号（安芸高田市美土里町北（起点） - 安芸高田市高宮町佐々部）
- 広島県道・島根県道4号甲田作木線（安芸高田市高宮町佐々部）

## 地理

### 通過する自治体
- 安芸高田市

### 交差する道路
| 交差する道路                                                                               | 交差する場所             | 交差する場所     |
| ------------------------------------------------------------------------------------------ | ------------------------ | ---------------- |
| 国道433号 重複区間起点 国道434号 重複区間起点 広島県道・島根県道6号吉田邑南線              | 美土里町北               | 起点             |
| 広島県道323号中北川根線                                                                    | 美土里町北               |                  |
| 広島県道179号下北甲田線                                                                    | 高宮町来女木（くるめぎ） |                  |
| 国道433号 重複区間終点 国道434号 重複区間終点 広島県道・島根県道4号甲田作木線 重複区間起点 | 高宮町佐々部             |                  |
| 広島県道・島根県道4号甲田作木線 重複区間終点                                               | 高宮町佐々部             | 高宮支所前交差点 |
| 広島県道325号船木上福田線                                                                  | 高宮町船木               |                  |
| 広島県道・島根県道112号三次江津線                                                          | 高宮町船木               | 終点             |

### 沿線
- 安芸高田市立高宮小学校
- 安芸高田市役所 高宮支所
- 田園パラッツォ